# Krzysztof Badźmirowski
Krzysztof Badźmirowski (ur. 20 września 1928 w Warszawie, zm. 12 kwietnia 2006 tamże) – polski elektrotechnik, specjalista w dziedzinie elektroniki i technik informacyjnych, prof. dr hab. inż. Politechniki Warszawskiej.

## Życiorys
W 1949 rozpoczął studia na Wydziale Łączności Politechniki Warszawskiej, które ukończył w 1956. Równolegle do prowadzonej pracy zawodowej od 1959 do 1962 uczęszczał na Magisterskie Studium Techniki Mikrofalowej, po którego ukończeniu wyjechał na sześciomiesięczne stypendium do Wielkiej Brytanii. Następnym etapem pracy naukowej były prace badawcze dotyczące pomiarów małych napięć i cyfrowej techniki pomiarowej, których zwieńczeniem była obrona pracy doktorskiej w 1969. Kontynuując pracę naukową w instytucjach związanych z elektroniką uzyskał w 1973 tytuł docenta. Od tego roku pełnił funkcję dyrektora Departamentu Elektroniki w Ministerstwie Przemysłu Maszynowego. Do jego zadań należało m.in. koordynacja tworzenia programów elektronizacji gospodarki i stymulowanie rozwoju przemysłu elektronicznego. W 1975 Krzysztof Badźmirowski ukończył habilitację, a dwa lata później uzyskał tytuł profesora.
Dorobek naukowy stanowi osiemdziesiąt prac naukowych i opracowań, współautorstwo dziewięciu podręczników, sześć patentów związanych z cyfrowymi przyrządami pomiarowymi. Profesor współpracował z redakcjami wielu czasopism naukowych i technicznych, gdzie publikował referaty i opracowania m.in. „Prace Przemysłowego Instytutu Elektroniki”, „Metrologia i Systemy Pomiarowe”.
Uczestniczył w pracach wielu organizacji naukowych i technicznych m.in.
- Komitet Metrologii i Aparatury Naukowej Polskiej Akademii Nauk (przewodniczący od 1993 roku),
- IEEE Computer Society (USA)
- IEEE Instrumentation and Measurement Society (USA),
- New York Academy of Science (USA)
- Towarzystwo Naukowe Warszawskie.

Podczas II Wojny światowej walczył w szeregach Armii Krajowej, był uczestnikiem powstania warszawskiego, za co został oznaczony Warszawskim Krzyżem Powstańczym, Krzyżem Armii Krajowej i Krzyżem Partyzanckim. W późniejszych latach należał do Światowego Związku Żołnierzy Armii Krajowej i Związku Powstańców Warszawy.
Praca naukowa i dorobek Krzysztofa Badźmirowskiego znalazły uznanie i był on odznaczony Złotym Krzyżem Zasługi, Krzyżem Kawalerskim i Krzyżem Oficerskim Orderu Odrodzenia Polski, a także Złotym Medalem „Za Zasługi dla Obronności Kraju”. Za wkład naukowy uhonorowano go odznaczeniami przyznanymi przez Politechnikę Warszawską, Gdańską i Wrocławską. Ponadto Stowarzyszenie Elektryków Polskich oznaczyło Krzysztofa Badźmirowskiego Złotą Odznaką Honorową SEP, Medalem im. Mieczysława Pożaryskiego i Medalem im. Janusza Groszkowskiego.
Profesor Krzysztof Badźmirowski zmarł 12 kwietnia 2006 i spoczywa na cmentarzu w Nowym Rembertowie (kw. VB-14-30).